# Good Shepherd Entertainment
Good Shepard Entertainment (vormals Gambitious Digital Entertainment) ist ein niederländischer Videospiel-Publisher mit Sitz in Den Haag. Er wurde 2011 gegründet und betreibt seit September 2012 ein Crowdfunding-Programm. 2017 adaptierte das Unternehmen seinen jetzigen Namen und konzentriert sich seitdem ausschließlich auf die Veröffentlichung von Spielen.

## Geschichte

Frühe Version des Logo von Gambitious Digital Entertainment, 2015–2017

Gambitiuos Digital Entertainment wurde 2011 von Paul Hanraets gegründet. Weitere Gründungsmitglieder des Unternehmens sind Mike Wilson, Harry Miller, Sjoerd Geurts und Andy Payne. Eine zusätzliche Finanzierung wurde von Symbid bereitgestellt. Das Unternehmen kündigte sein Crowdfunding-Programm mit dem Namen Gambitious im Februar 2012 an. Im Juni 2012 hatte das Unternehmen seinen Hauptsitz in Amsterdam und Büros in Austin, Texas. Am 25. September wurde die Crowdfunding-Plattform Gambitious gestartet. Die Plattform wurde als hybride Crowdfunding-Plattform und auch als Indie-Publisher beschrieben. Das erste Spiel, das auf der Plattform vorgestellt wurde, sollte eine Episode der Serie Mushroom Men sein. Stattdessen wurde als erstes Spiel Train Fever vorgestellt. Laut Wilson war die Idee hinter seinem Unternehmen, Spieleentwickler und Investoren näher zusammenzubringen. Am 13. März endete die Eigenkapital-Crowdfunding-Kampagne für Train Fever, die 250.000 von 640 internationalen Investoren gewann.
Internationale Regulierungen zum Thema Eigenkapital Crowdfunding zwangen Gambitious ihr Crowdfunding Programm umzustrukturieren. Das Unternehmen entschied sich daher, unabhängig zu werden und trennte sich offiziell von Symbid im Februar 2015. Im Januar 2016 öffnete Gambitious sein Netzwerk für europäische und amerikanische Investoren. Am 16. August 2017 wurde Gambitious in Good Sheperd Entertainment umbenannt und leitete den Übergang von einer Crowdfunding-Plattform zu einem Herausgeber, der mit privaten Investoren auf deren Nachfrage hin kollaborierte. Die Firma bekam außerdem eine Investition von Newhouse, weswegen sie begannen mehr Vollzeitstellen anzubieten.

## Veröffentlichungen
| Veröffentlichung | Titel                            | Entwickler                      | Plattform(en)                                                    |
| ---------------- | -------------------------------- | ------------------------------- | ---------------------------------------------------------------- |
| 2014             | Train Fever                      | Urban Games                     | Linux, MacOS, Windows                                            |
| 2015             | Magnetic: Cage closed            | Guru Games                      | Windows, Xbox One                                                |
| 2015             | Braech & Clear: Deadline         | Mighty Rabbit Studios Gun Media | Linux, macOS, Xbox One                                           |
| 2015             | Xeodrifter                       | Reanagade Kid                   | Nintendo Switch, Playstation4, Playstation Vita                  |
| 2015             | Pathologic Classic HD            | Ice-Pick Lodge                  | Windows                                                          |
| 2015             | Hard West                        | CreativeForge Games             | Linux, macOS, Windows                                            |
| 2015             | Oh...Sir!                        | Vile Monarch                    | iOS, Linux, macOS, Windows                                       |
| 2016             | Hard Reset Redux                 | Flying Wild Hog                 | Windows, PlayStation 4, Xbox One                                 |
| 2016             | Crush Your Enemies               | Vile Monarch                    | Android, iOS, Linux, macOS, Windows                              |
| 2016             | Zombie Night Terror              | NoClip                          | Linux, macOS, Windows                                            |
| 2016             | RunGunJumpGun                    | ThirtyThree                     | macOS, Windows, Nintendo Switch                                  |
| 2016             | Oh...Sir!! The Insult Simulator  | Vile Monarch                    | Android, iOS, Linux, macOS, Windows, Nintendo Switch             |
| 2016             | Transport Fever                  | Urban Games                     | Windows, Linux, macOS                                            |
| 2017             | Diluvion                         | Arachnid Games                  | macOS, Windows                                                   |
| 2017             | Redeemer                         | Sobaka Studio                   | Windows                                                          |
| 2018             | Where the water tastes like wine | Dim Bulb Games                  | Linux, macOS, Windows                                            |
| 2018             | Machia Villain                   | Wild Factor                     | Linux, macOS, Windows                                            |
| 2018             | Milanoir                         | Italo Games                     | Windows, Nintendo Switch, PlayStation 4, Xbox One                |
| 2018             | Semblance                        | Nyamakop                        | macOS, Windows, Nintendo Switch                                  |
| 2018             | Phantom Doctrine                 | CreativeForge Games             | Windows, PlayStation 4, Xbox One                                 |
| 2019             | John Wick Hex                    | Bithell Games                   | macOS, Windows, PlayStation 4, Nintendo Switch, Xbox One         |
| 2019             | Black Future ´88                 | Super Scary Snakes              | macOS, Windows                                                   |
| 2020             | Monster Train                    | Shiny Shoe                      | Windows                                                          |
| 2020             | OlliOlli Switch Stance           | Roll7                           | Nintendo Switch                                                  |
| 2021             | The Eternal Cylinder             | ACE Team                        | Windows, PlayStation 4, Xbox One, PlayStation 5, Xbox 360        |
| 2022             | Hard West 2                      | Ice Code Games                  | Windows                                                          |
| 2023             | Showgunners                      | Artificer                       | Windows                                                          |
| 2023             | Hellboy: Web of Wyrd             | Upstream Arcade                 | Windows, Nintendo Switch, PlayStation 4, PlayStation 5, Xbox One |
| 2024             | Dicefolk                         | LEAP Game Studios, Tiny Ghoul   | Windows                                                          |